# Scurtu Mare
Scurtu Mare é uma comuna romena localizada no distrito de Teleorman, na região de Muntênia. A comuna possui uma área de  km² e sua população era de 1939 habitantes segundo o censo de 2007.